# Clayton Emery
Clayton Emery (Bethesda, 26 dicembre 1953) è uno scrittore e sceneggiatore statunitense.

## Biografa
Nato nel 1953 a Bethesda, nel Maryland, Clayton ha svolto nella sua vita i lavori più disparati. È stato infatti fabbro, lavapiatti, insegnante scolastico in Australia, carpentiere, custode di uno zoo, bracciante, agrimensore, vigile del fuoco volontario, e un premiato technical writer.
Nel 1995 la HarperPrism pubblica tre romanzi fantasy di Emery ambientati nell'universo espanso del gioco di carte collezionabili Magic: l'Adunanza, cui fanno seguito altri tre romanzi pubblicati direttamente dalla Wizards of the Coast, produttrice del gioco, fra il 2001 e il 2002.
Fra il 1996 ed il 1999 ha pubblicato diversi romanzi della serie Forgotten Realms, ed in seguito per la stessa ambientazione le storie brevi Forged in Fire, contenuta nell'antologia Realms of the Deep (marzo 2000), e Night School, per l'antologia The Halls of Stormweather (luglio 2000).
A metà degli anni '90 ha scritto due romanzi della serie Shadow World, parte dell'ambientazione per il gioco di ruolo Rolemaster: The Burning Goddess e City of Assassins, utilizzando lo pseudonimo di Ian Hammell. Ha collaborato con Stephen Billias alla stesura di un terzo libro appartenente alla stessa trilogia, Clock Strikes Sword.

### Vita privata
Clayton Emery vive a Portsmouth, nel New Hampshire. È sposato con Susan L. Therriault, una fisica, ed ha un figlio di nome Hunter.

## Opere

### Romanzi
- (EN) Clayton Emery, Tales of Robin Hood, Baen Books, 1988, ISBN 0-671-65397-0.
- (EN) Clayton Emery, Cardmaster, Baen Books, 1997, ISBN 0-671-87772-0.
- (EN) Clayton Emery, Father-Daughter Disaster!, Aladdin, 1997, ISBN 978-0671013721.
- (EN) Clayton Emery e Earl Wajenberg, Jumping the Jack, Wildside Press, 2003, ISBN 1-58715-722-5.

#### SerieAmazing Stories
- (EN) Clayton Emery e Earl Wajenberg, The 4-D Funhouse, Tactical Studies Rules, 1985, ISBN 978-0880382557.

#### SerieMagic: l'Adunanza
- (EN) Clayton Emery, Whispering Woods, HarperPrism, 1995, ISBN 0-06-105418-6.
- (EN) Clayton Emery, Shattered Chains, HarperPrism, 1995, ISBN 0-06-105419-4.
- (EN) Clayton Emery, Final Sacrifice, HarperPrism, 1995, ISBN 0-06-105420-8.
- (EN) Clayton Emery, Johan, Wizards of the Coast, 2001, ISBN 0-7869-1803-9.
- (EN) Clayton Emery, Jedit, Wizards of the Coast, 2001, ISBN 0-7869-1907-8.
- (EN) Clayton Emery, Hazezon, Wizards of the Coast, 2002, ISBN 0-7869-2792-5.

#### SerieForgotten Realms
- (EN) Clayton Emery, Sword Play, Tactical Studies Rules, 1996, ISBN 0-7869-0492-5.
- (EN) Clayton Emery, Dangerous Games, Tactical Studies Rules, 1996, ISBN 0-7869-0524-7.
- (EN) Clayton Emery, Mortal Consequences, Tactical Studies Rules, 1998, ISBN 0-7869-0683-9.
- (EN) Clayton Emery, Star of Cursrah, Tactical Studies Rules, 1999, ISBN 0-7869-1322-3.

##### Racconti
- (EN) Clayton Emery, Forged in Fire, in Philip Athans (a cura di), Realms of the Deep, Wizards of the Coast, 2000, ISBN 0-7869-1568-4.
- (EN) Clayton Emery, Night School, in The Halls of Stormweather, Wizards of the Coast, 2000, ISBN 0-7869-1560-9.

#### SerieShadow World
- (EN) Clayton Emery, The Burning Goddess, Ace Books, 1994, ISBN 978-0441000869.
- (EN) Clayton Emery e Stephen Billias, Clock Strikes Sword, Ace Books, 1995, ISBN 978-0441001361.
- (EN) Clayton Emery, City of Assassins, Ace Books, 1995, ISBN 978-0441002641.

### Racconti
- (EN) Clayton Emery, Robin Hood's Treasure, in Martin H. Greenberg (a cura di), The Fantastic Adventures of Robin Hood, Signet / New American Library, 1991, ISBN 0-451-17053-9.